# 메레파-헤르손 다리

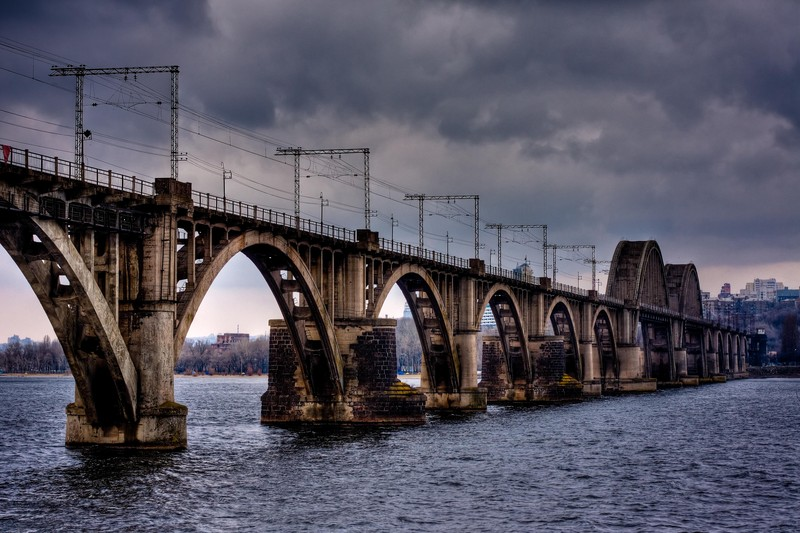
메레파-헤르손 다리

메레파-헤르손 다리(우크라이나어: Мерефо-Херсонський-міст)는 우크라이나 드니프로를 가로지르는 단궤도 철교이다. 전체 길이는 1,627m이며 메레파-헤르손 철도의 일부를 형성한다. 드니프로에서 2번째로 오래된 다리, 소련 최초의 아치형 철도교로서 건설 당시에는 유럽에서 가장 긴 철근 콘크리트 아치교였다. 드네프르강(드니프로강) 우안에 위치한 모나스티르스키섬을 가로지르며 강의 주류를 거쳐 좌안으로 이어진다.
러시아 제국 시대에 흑해 연안에 위치한 헤르손과 북동쪽에 위치한 메레파를 연결하는 철도 건설 계획이 수립되면서 당시 예카테리노슬라프라고 부르던 이 도시의 강을 가로지르는 철교를 건설하는 계획이 수립되었으며 다리 이름 또한 철도 노선의 종착역이었던 메레파-헤르손에서 유래된 이름이다.
1912년부터 교량 건설 공사가 시작되었지만 불과 2년 만에 제1차 세계 대전이 발발하면서 중단되었고 10월 혁명, 러시아 내전으로 인해 계속 지연되었다. 1929년 또는 1930년 사이에 공사가 재개되었고 길이가 52m에 달하는 철근 콘크리트 35개가 7개월 만에 모두 제작되었다. 1932년 10월 24일에 콘크리트가 다리에 주입되었고 1932년 12월 21일에 다리가 개통되었다.
제2차 세계 대전 기간 동안에는 소련 군대가 퇴각하면서 사용할 수 없게 되었다가 도시를 점령한 독일 군대가 다시 사용했다. 독일 군대는 다리 이름을 파울 루트비히 에발트 폰 클라이스트에서 이름을 딴 다리로 바꿨지만 독일 군대가 퇴각하면서 다시 파괴했다. 1945년에 전쟁이 끝나면서 다시 재건되었고 1948년에는 철강 트러스가 콘크리트 아치로 교체되었다. 1951년에는 원래의 모습을 되찾았다.

## 사진

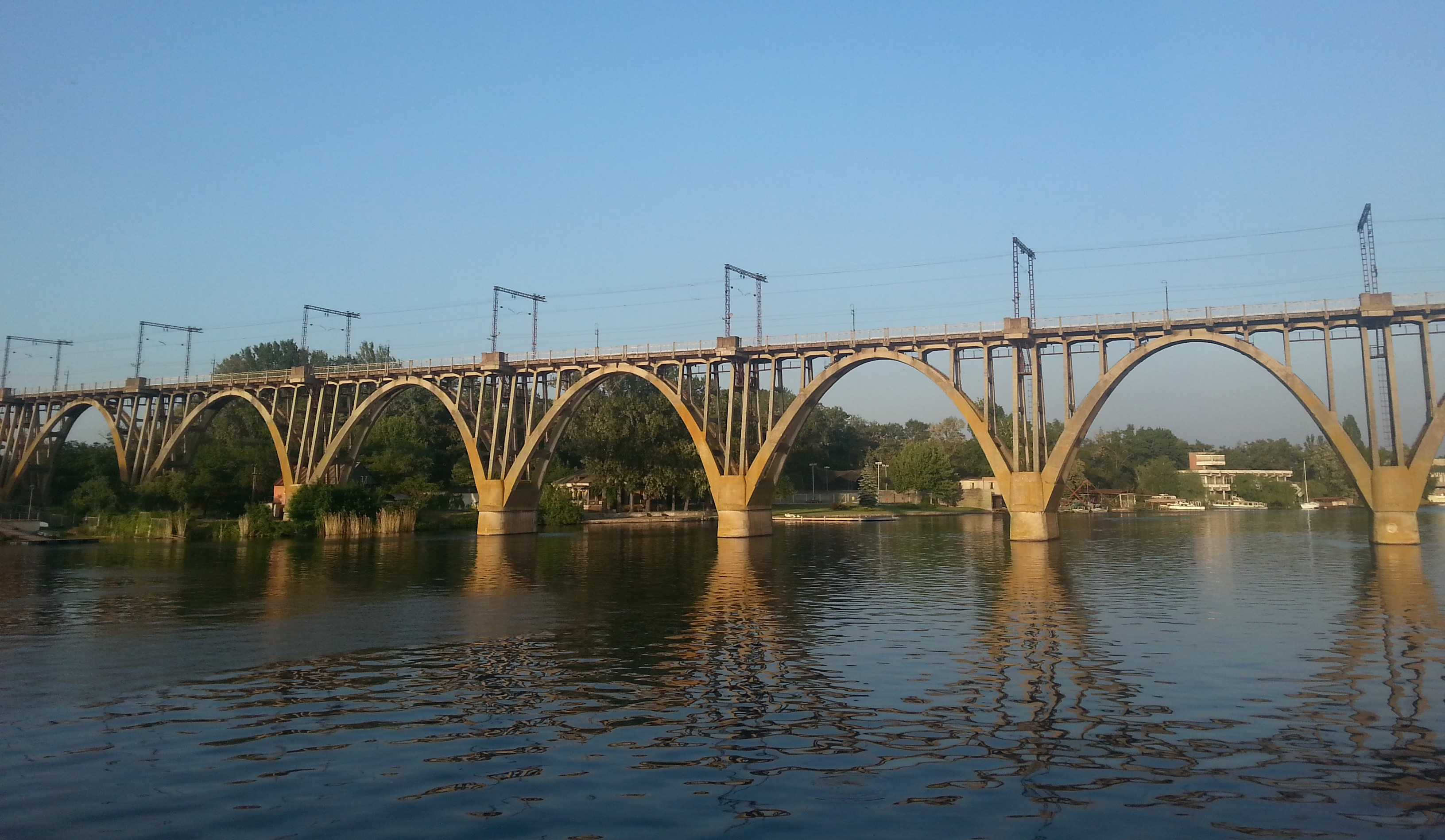
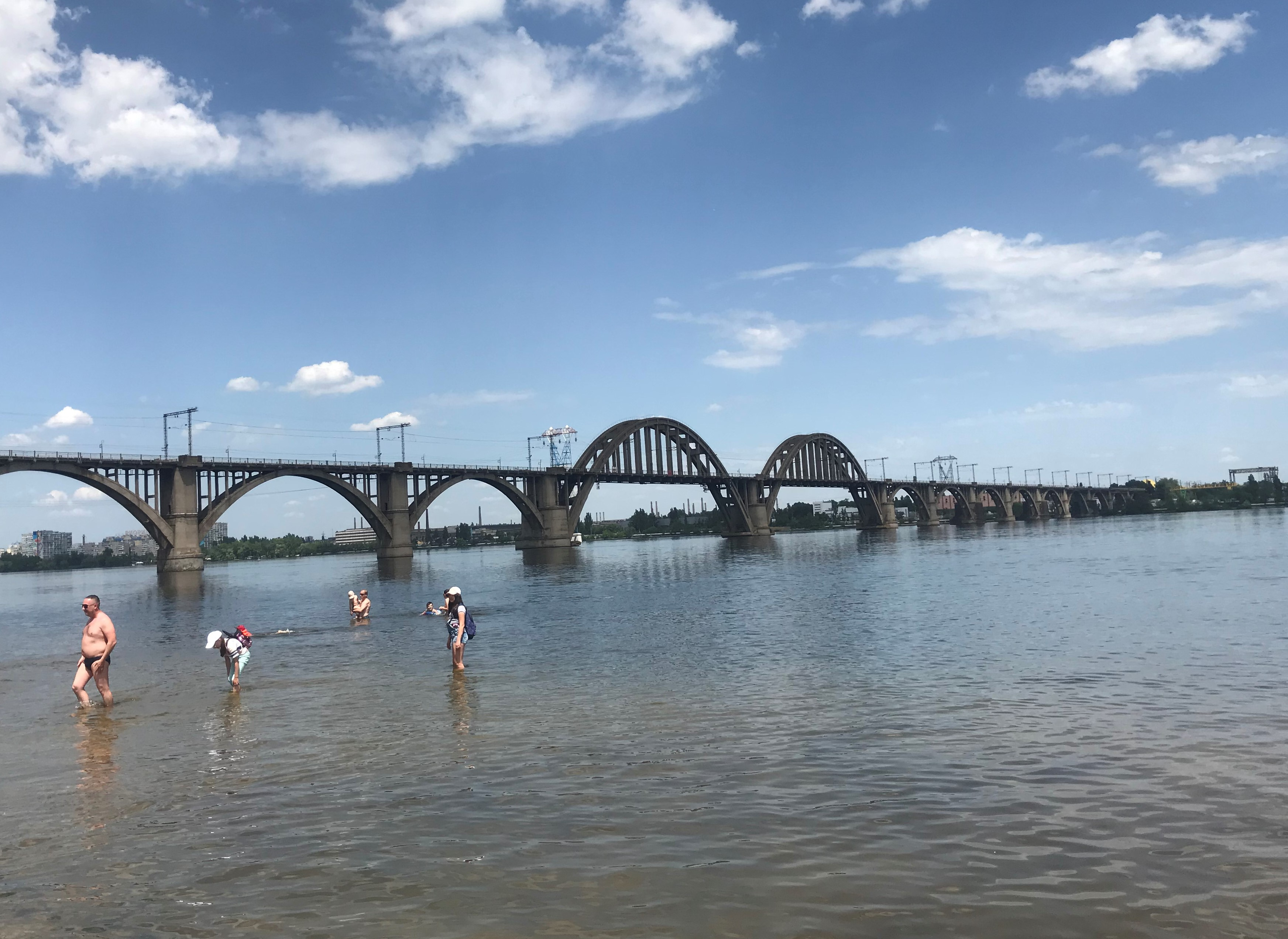
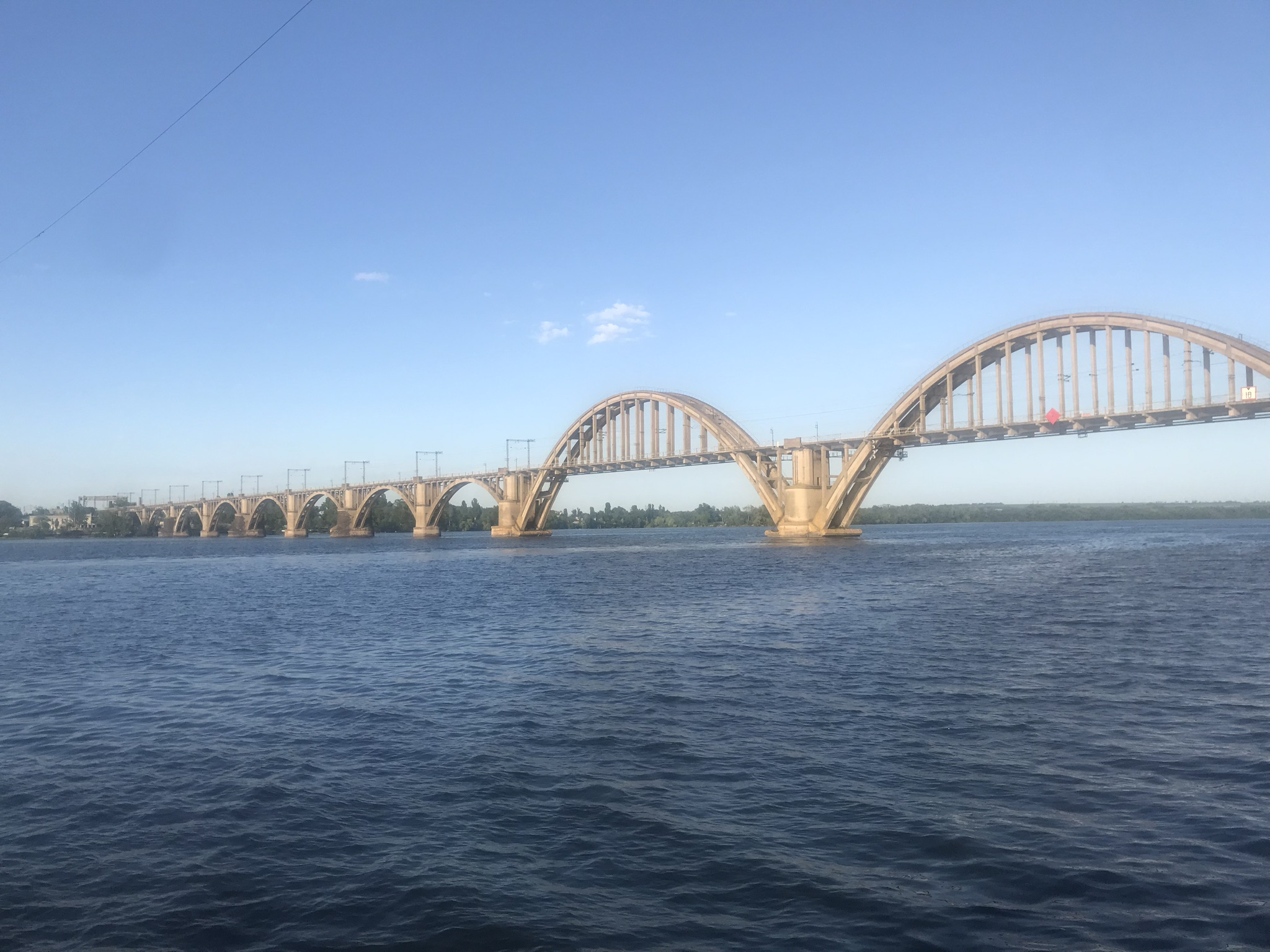
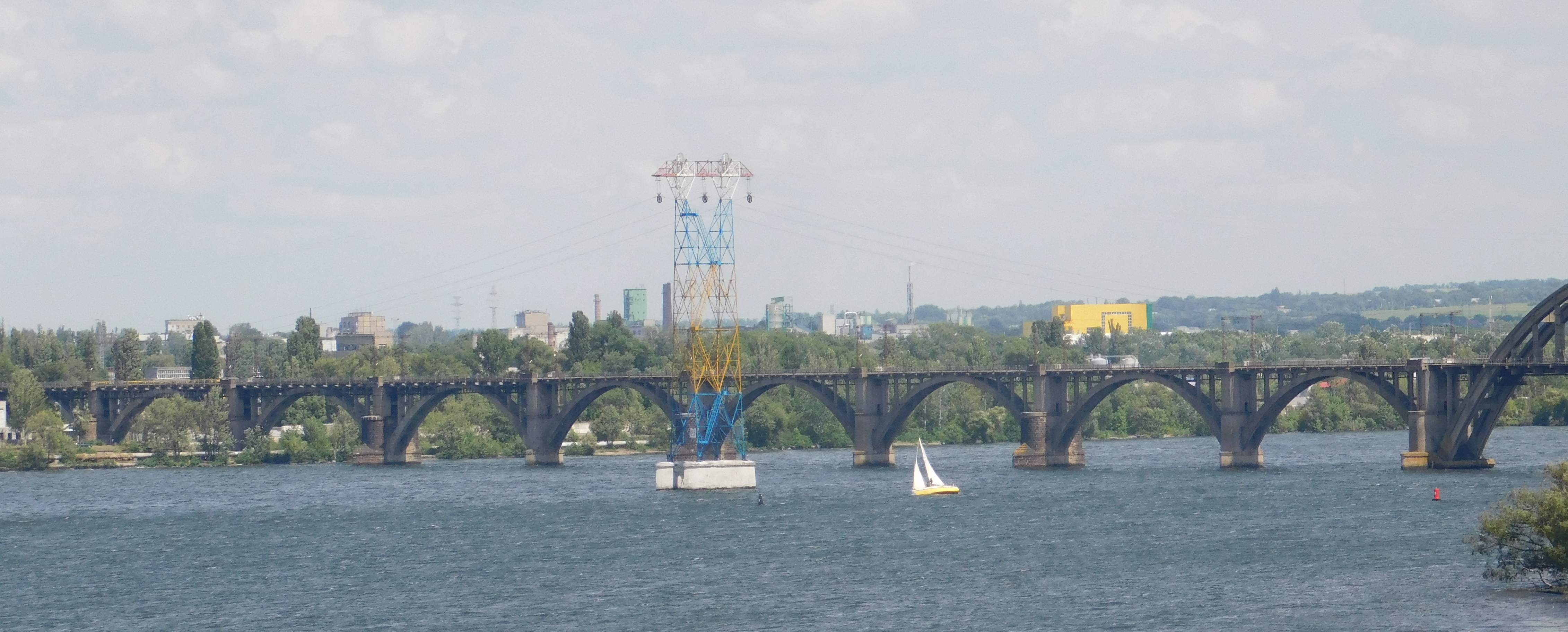
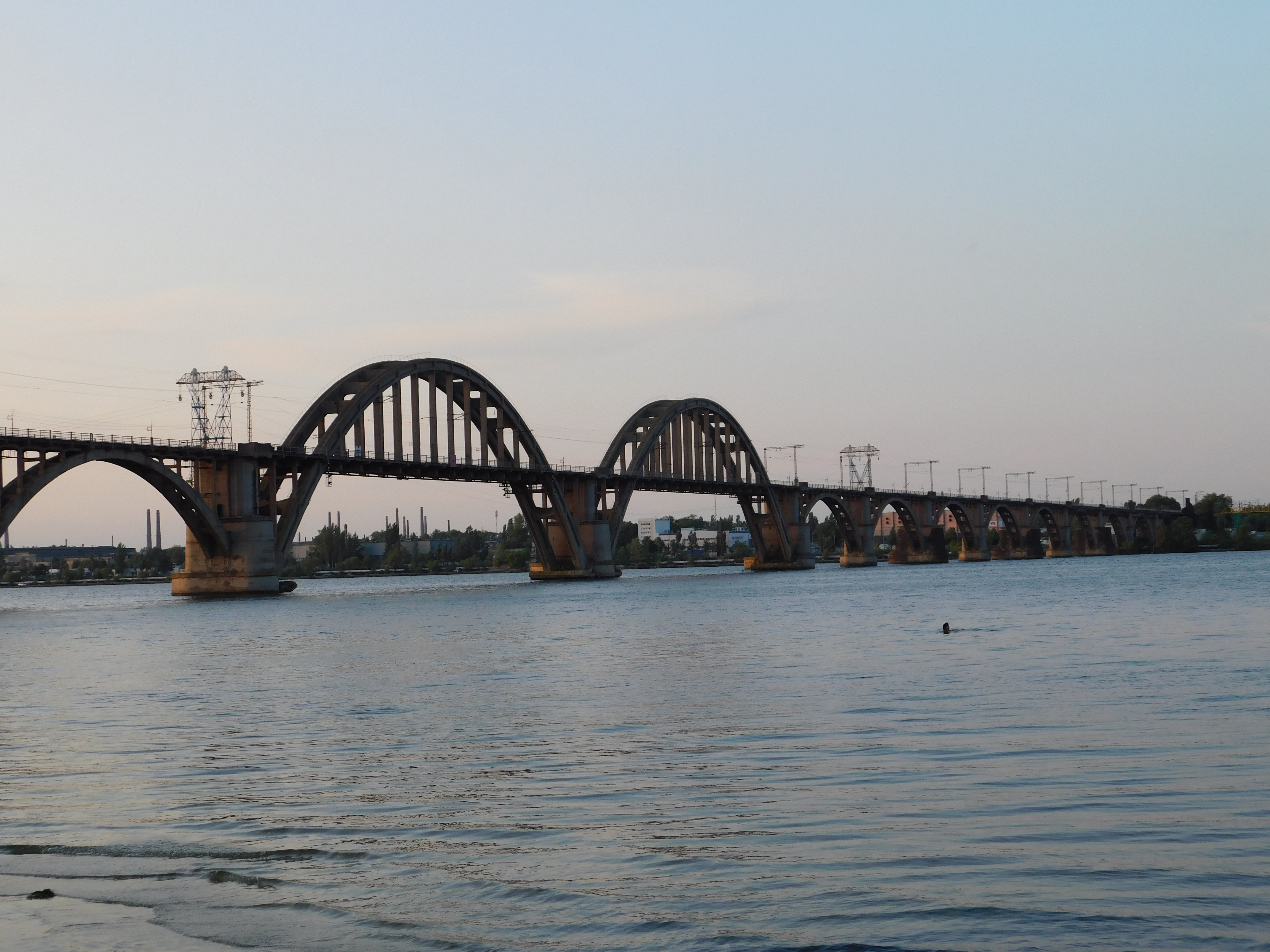